# John Gavin Bone
John Gavin "Jackie" Bone (Milngavie, 17 de setembro de 1914 – Glasgow, 23 de junho de 1983) foi um ciclista escocês que competiu em duas provas nos Jogos Olímpicos de 1936, em Berlim, Alemanha.